# Route nationale 349
Pour les articles homonymes, voir Route 349.
La route nationale 349, ou RN 349, est aujourd'hui une route nationale française reliant Tourcoing à l'échangeur no 17 de l'A 22 à Neuville-en-Ferrain.
Auparavant, la RN 349 reliait Lille à Ypres par le Pont Rouge. À la suite de la loi de 1972, elle a été déclassée en RD 949 à l'exception du tronçon entre Wambrechies et le Port de Wambrechies qui a été renuméroté RN 354. Le décret du 5 décembre 2005 prévoit que ce tronçon ainsi que celui actuellement numéroté RN 349 seront transférés au département du Nord.
Le Pont Rouge sur la Lys est actuellement fermé au trafic routier. Il n'y a donc pas de passage vers la Belgique.

## Ancien tracé de Lille au Pont Rouge et à Ypres (D 949 & N 354)
- Lille D 949
- Saint-André-lez-Lille
- Marquette-lez-Lille D 949
- Wambrechies N 354
- Port de Wambrechies D 949
- Quesnoy-sur-Deûle
- Deûlémont
- le Pont Rouge D 949
- Warneton  Belgique